# День памяти павших
День памяти павших (англ. Remembrance Day, также может переводиться как День памяти, День поминовения), известный в народе как Маковый день (англ. Poppy Day) — памятный день в странах Британского содружества наций, отмечаемый ежегодно 11 ноября и призванный увековечить память всех солдат Британского содружества, погибших в конфликтах с участием Великобритании. Начал отмечаться в 1919 году по распоряжению короля Георга V в Великобритании и странах Содружества.
Основной смысл праздника — почитание памяти солдат Великобритании и Британского содружества, погибших в годы Первой мировой войны. 11 ноября 1918 было объявлено о прекращении боевых действий в Европе между странами Антанты и Тройственного союза «в 11-м часу 11-го дня 11-го месяца», что вошло в историю как Первое компьенское перемирие, подписанное представителями Германии и Антанты с 5:12 по 5:20. Перемирие вступило в силу в 11:00 по центральноевропейскому времени, а война закончилась подписанием Версальского договора 28 июня 1919. 11 ноября стало праздноваться в странах Западной Европы и США сначала как День перемирия. Первые празднования прошли 10 ноября 1919 году в Букингемском дворце, и вечером того дня король Георг V устроил банкет в честь Президента Французской Республики. На следующее утро состоялись официальные памятные мероприятия.
Символом праздника является красный мак, который был воспет канадским врачом и поэтом, подполковником Джоном Маккреем в стихотворении «На полях Фландрии». Профессор университета Джорджии Мойна Майкл, вдохновившись им, написала своё стихотворение под названием «Надо помнить» и поклялась надевать красный мак в петлицу каждый год в дни памятных мероприятий. Обычай приносить маки распространился за три года по всей Британской империи, и с 1921 года маки стали атрибутом Дня памяти павших: в Великобритании его поддержали майор Джордж Хоусон и фельдмаршал Дуглас Хейг. Изначально надевались реальные маки, которые росли во Фландрии прямо на полях сражений Первой мировой. Красный цвет символизировал пролитую в боях кровь.

## Памятные мероприятия в Британском содружестве

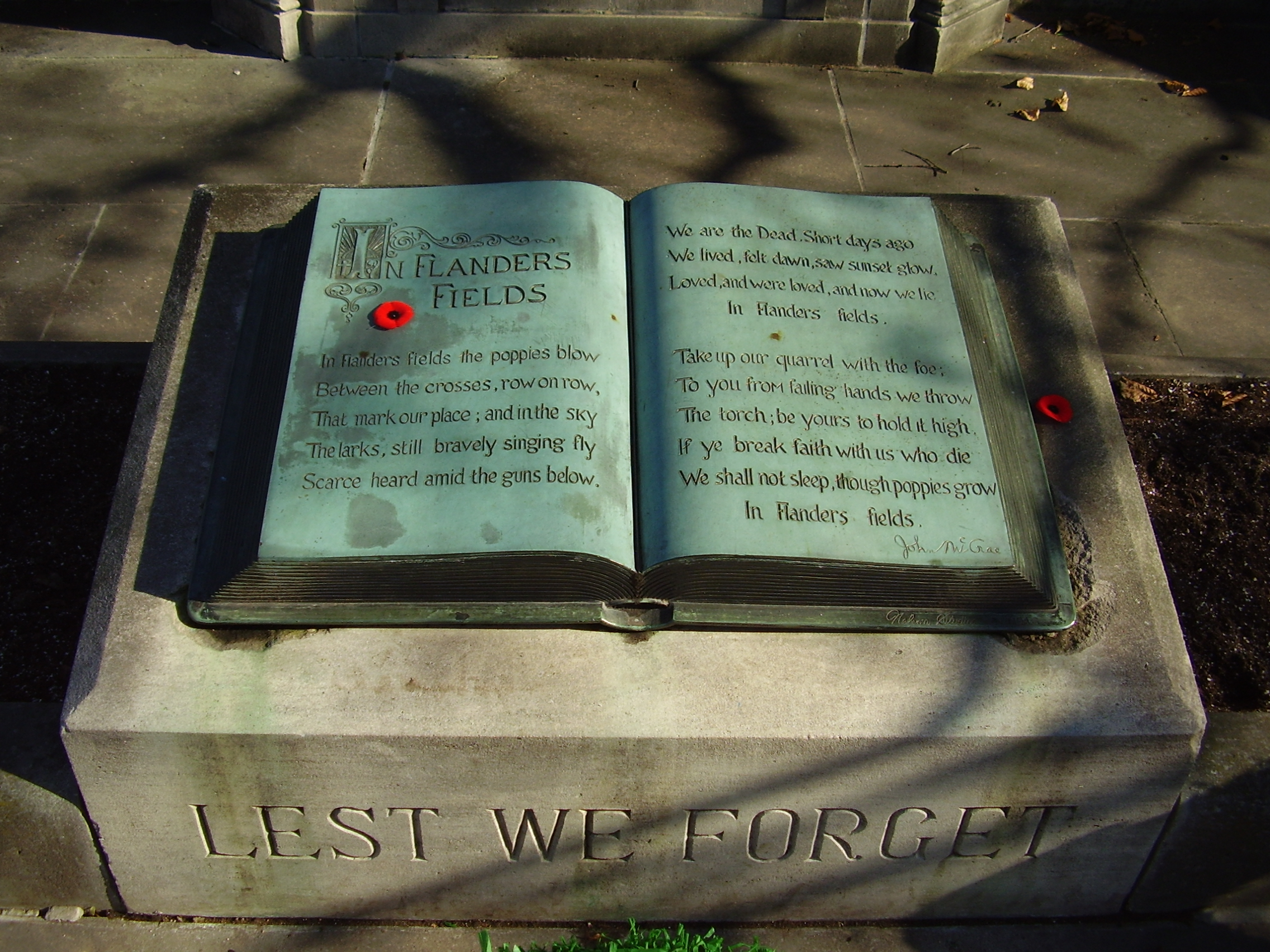
Цветок красного канадского мака-самосейки на мемориале перед домом Джона Маккрея в Гуэлфе (провинция Онтарио, Канада)

В Великобритании, Канаде, ЮАР, Австралии и Новой Зеландии одной из самых главных традиций является минута молчания в память погибших. Она наступает 11 часов 11 числа 11 месяца по местному времени — срок наступления Первого компьенского перемирия — и может длиться до двух минут. Также большую часть памятных церемоний составляют исполняемые на рожках музыкальные композиции: во многих странах Британского содружества в обязательном порядке звучит композиция «Last Post», после которой также наступает момент тишины, затем «Reveille» или «The Rouse», а завершает обычно фрагмент из «Ode of Remembrance». Часто на церемониях исполняются песни «Flowers of the Forest», «O Valiant Hearts», «I Vow to Thee, My Country» и «Jerusalem». На мероприятиях возлагаются венки к памятникам, звучат поминальные молитвы и благословения, а также исполняются национальные гимны.
Главная традиция в странах Содружества — всенощное бдение у кенотафа. В конце каждого дня воинской службы обычно на рожках исполнялась «Last Post», а в самом начале — «The Rouse». С военной точки зрения, целью всенощного бдения являлось не только удостоверение в том, что солдаты не находятся в коме или без сознания, а погибли, но и охрана их тел от надругательства или похищения. Эта традиция стала не просто актом поминовения погибших, но и призывом соблюдать воинскую честь.

### Австралия

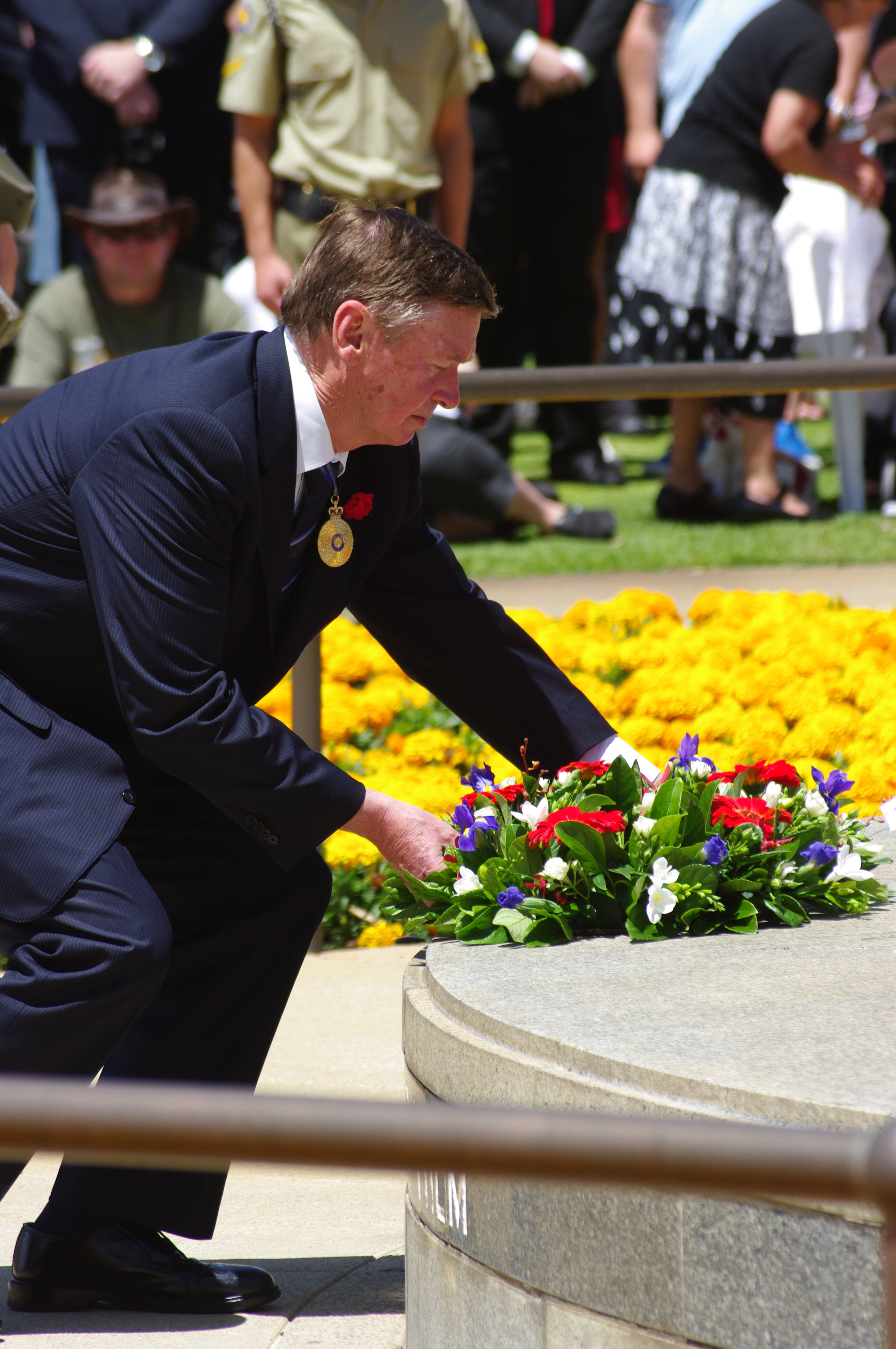
Губернатор Западной Австралии Малкольм Маккаскер возлагает венок к Вечному огню в Кингс-Парке 11 ноября 2011 года

Памятные мероприятия в Австралии проходят всегда 11 ноября вне зависимости от дня недели, при этом 11 ноября не является выходным днём. Это время, когда люди могут отдать дань памяти всем солдатам, погибшим в боях. В 11:00 в рамках программы «Читать, чтобы помнить» (англ. Read 2 Remember) в некоторых образовательных утверждениях объявляются сразу две минуты молчания. Дети читают стихотворение «Обещание помнить» Руперта Макколла, а учителя распространяют брошюры с одноимённым названием, чтобы объяснить детям, для чего проводятся эти мероприятия и как важно чтить память тех, кто сражался за Австралию, а также не падать духом в трудные времена. В 11:00 на всех военных кладбищах, в окрестных школах и городах начинаются памятные мероприятия: звучит мелодия «Last Post» и объявляется минута молчания по всей стране. В прошлые десятилетия День памяти павших не пользовался такой популярностью, как День АНЗАК, отмечаемый 25 апреля во всех австралийских штатах.
В случае, если День памяти павших выпадает на будний день в крупных городах Австралии, то солдаты Сил оборон Австралии часто исполняют «Last Post» на главных улицах в бизнес-кварталах. В этом случае в городах на минуту останавливается автомобильное движение, а водители вместе с пассажирами молча слушают мелодию.

### Барбадос
В Барбадосе День памяти павших не является государственным праздником. Хотя де-юре таковым является 11 ноября, все официальные мероприятия проводятся в Поминальное Воскресенье. Праздник отмечается с целью увековечивания памяти солдат Барбадоса, погибших в обеих мировых войнах. На Площади Национальных героев проводятся парад и поминальная служба. Генерал-губернатор и Премьер-министр присутствуют обязательно на этих мероприятиях вместе с другими членами Правительства, главами Королевской полицейской службы и командующими Вооружённых сил. Во время основной церемонии звучит артиллерийский салют, проводятся возложения венков и звучат молитвы перед главным кенотафом в Бриджтауне.

### Белиз
Памятные мероприятия проводятся в Белизе 11 ноября. Доподлинно известно, что 23 представителя Белиза погибли на фронтах Первой мировой войны. День памяти павших — не государственный праздник и не выходной день, однако сторонники мероприятий считают, что только так можно донести до жителей Белиза память о войне и информацию о том, какой вклад внесли 23 солдата из Белиза в её завершение.

### Великобритания

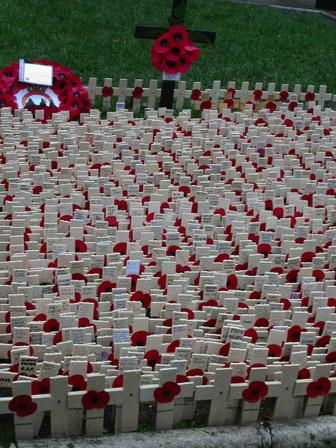
Памятники на Поле поминовения в Вестминстерском аббатстве, 11 ноября 2002 года

Все основные мероприятия в Великобритании проводятся в воскресенье, наиболее близкое к 11 ноября. Непосредственно 11 ноября в память о погибших в молчании граждане проводят две минуты: эта традиция, существовавшая ранее, окончательно была утверждена в 1990-е годы. Церемонии проводятся на местных воинских кладбищах, их организаторами служат местные подразделения Королевского британского легиона, образованного для бывших военнослужащих. Венки из маков возлагаются представителями королевской семьи, вооружённых сил и лидерами гражданских организаций. К последним относятся британские кадеты, Ассоциация скаутов Великобритании, Ассоциация девушек-гидов Великобритании, Бригада мальчиков, Скорая помощь Святого Иоанна и Армия спасения. Начало времени молчания (11:00) и его конец ознаменуются артиллерийским выстрелом в крупных городах, и ни одна из компаний не может нарушить это правило: к молчанию присоединяются все сотрудники на местах и клиенты. Аналогичные одна или две минуты молчания проходят и во время всех церковных служб. Все дальнейшие мероприятия по возложению венков проводятся Королевским британским легионом.
Первая церемония почтения памяти павших в виде двух минут молчания состоялась 11 ноября 1919 года. На следующий день газета Manchester Guardian опубликовала следующую заметку:

Первый удар [часов] в 11 часов произвёл волшебный эффект. Трамваи замерли в неподвижности, моторы прекратили кашлять и дымить и остановились намертво, а большеногие лошади-извозчики сгорбились и остановились, сделав это, похоже, по собственной воле. Кто-то снял шляпу, и с нервной нерешительностью все остальные мужчины также склонили свои головы. Здесь и там можно было заметить старого солдата, бессознательно замершего по команде «внимание». Пожилая женщина неподалёку вытирала свои глаза, а мужчина позади неё казался бледным и суровым. Все стояли ровно… Тишина углублялась. Она распространилась по всему городу и стала настолько ощущаемой, что могла произвести впечатление на слух. Было почти болезненное молчание. Дух памяти витал над этим всем.
Оригинальный текст (англ.)The first stroke of eleven produced a magical effect. The tram cars glided into stillness, motors ceased to cough and fume, and stopped dead, and the mighty-limbed dray horses hunched back upon their loads and stopped also, seeming to do it of their own volition. Someone took off his hat, and with a nervous hesitancy the rest of the men bowed their heads also. Here and there an old soldier could be detected slipping unconsciously into the posture of 'attention'. An elderly woman, not far away, wiped her eyes, and the man beside her looked white and stern. Everyone stood very still ... The hush deepened. It had spread over the whole city and become so pronounced as to impress one with a sense of audibility. It was a silence which was almost pain ... And the spirit of memory brooded over it all.

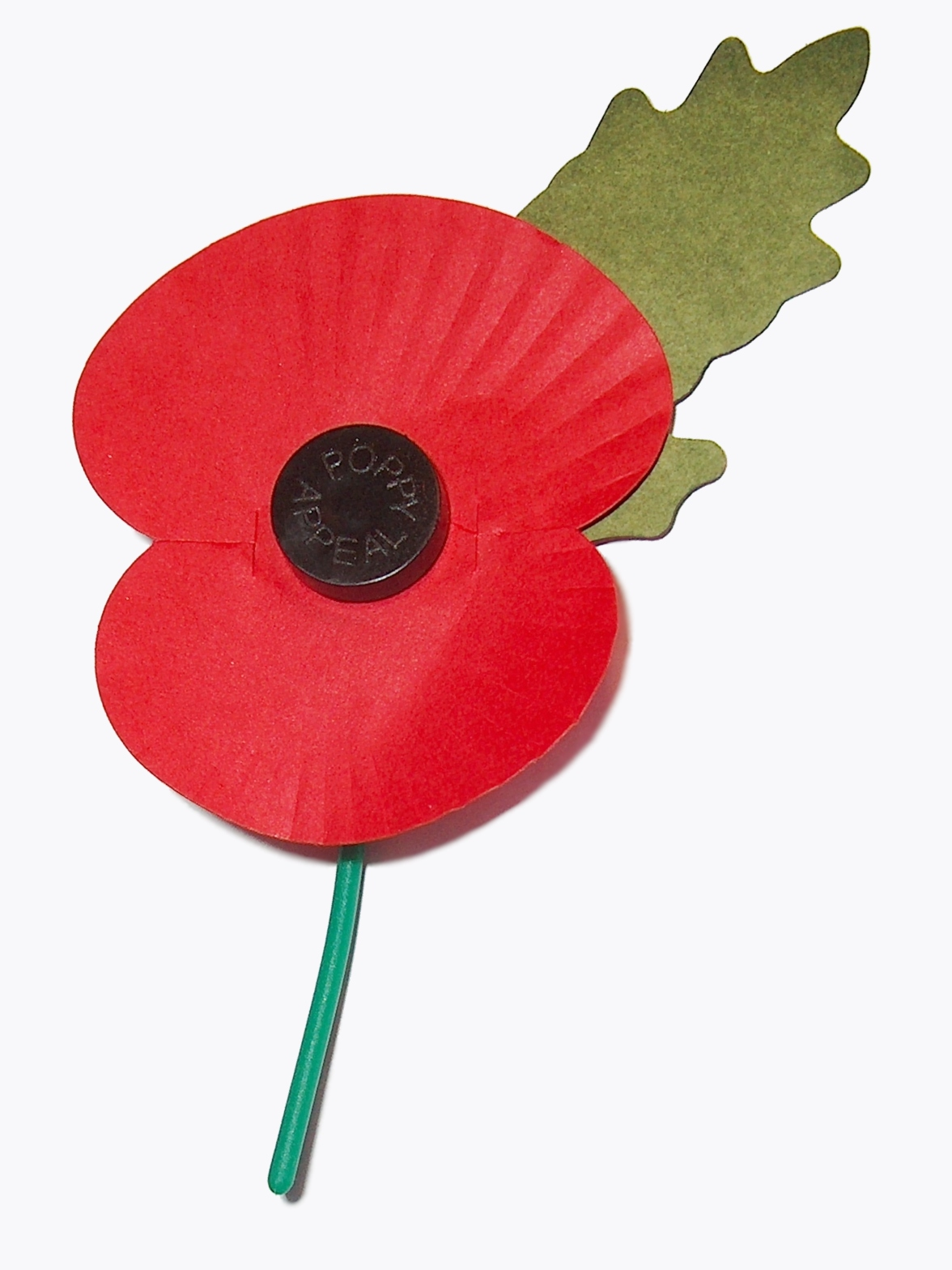
Цветок мака Королевского британского легиона

Основные церемонии проводятся в Центральном Лондоне на улице Уайтхолл для высокопоставленных лиц, общественности и церемониальных подразделений вооружённых сил и гражданских служб (Торговый флот Великобритании и Береговая охрана Её Величества). Члены британской королевской семьи проходят через Форин-офис к Кенотафу, собираясь справа от монумента, чтобы дождаться звона часов Биг Бена в 11:00. Взвод Его Величества Королевской конной артиллерии на Манеже Гвардейской кавалерии артиллерийским залпом сообщает о наступлении двух минут молчания. Звучит мелодия «Last Post» в исполнении Королевской морской пехоты, затем «The Rouse» в исполнении солдат Королевских ВВС, после чего Королева и старшие члены королевской семьи в воинских униформах возлагают венки к Кенотафу. Далее звучит «Марш похорон Бетховена» авторства Йоханна Генриха Вальха, после чего венки возлагают следующие лица по порядку: премьер-министр Великобритании, председатели ведущих политических партий Великобритании, руководители стран Британского Содружества, министр иностранных дел Великобритании как представитель зависимых территорий Великобритании, представители торгового и рыболовецкого флота, а также гражданской авиации. Остальные члены королевской семьи наблюдают за церемонией с балкона Форин-офиса. Церковную службу проводит епископ Лондона с хором Королевской Капеллы в присутствии представителей всех крупнейших конфессий Великобритании. Перед началом марша исполняется национальный британский гимн.
Члены резерва вооружённых сил и кадетских организаций присоединяются к маршу вместе с добровольцами из Скорой помощи Святого Иоанна, паравоенными медиками из Лондонской службы скорой помощи и ветеранами войн. В марше участвуют ветераны Второй мировой, Корейской, Фолклендской войн, участники войн в Персидском заливе, Ираке и Афганистане, а также операций в Косово, Северной Ирландии и Боснии и Герцеговине. В 2008 году в марше участвовали последние три живших на тот момент британских ветерана Первой мировой войны: Билл Стоун, Генри Эллингем и Гарри Пэтч (все трое скончались в 2009 году). После службы ветераны торжественно возлагают венки к основанию Кенотафа, а член британской королевской семьи на Манеже Гвардейской кавалерии отдаёт честь. С 27 июня 2009 года в Великобритании отмечается и День вооружённых сил (ранее этот праздник назывался День ветеранов).
В 2014 году Королевский монетный двор Великобритании выпустил мемориальную монету достоинством в пять фунтов к 100-летию начала Первой мировой войны и в преддверии Дня памяти павших. Дизайнером была гравёр Лора Клэнси. В том же году во рву перед Тауэром к 100-летию со дня начала войны были выложены 888246 керамических маков по числу погибших британских солдат. Эта инсталляция получила название «Охваченные кровью земли и красные моря».

#### Бермудские острова

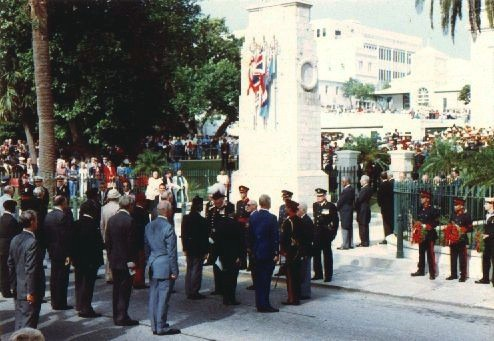
Парад в День памяти павших на Бермудских островах в Гамильтоне, 1991 год

Первые добровольцы с Бермудских островов прибыли на фронт Первой мировой войны в 1915 году, также уроженцы Бермуд сражались и во Второй мировой войне (соотношение отправленных на фронт Второй мировой солдат к численности населения на Бермудах самое большое, чем в любой другой стране Британского Содружества). Именно по этой причине памятные мероприятия 11 ноября особенно важны для коренных жителей. Исторически сложилось так, что в Гамильтоне регулярно проходил красочный и яркий парад: в нём участвовали солдаты британского флота, сухопутных войск, подразделения Бермудского гарнизона, вооружённых сил Канады, США (армии, авиации и флота), члены кадетских корпусов и иных организаций вместе с ветеранами войн. Однако после закрытия военных баз в 1995 году масштаб значительно уменьшился. В настоящее время церемония проводится у Кенотафа, являющегося немного уменьшенной копией лондонского Кенотафа. Там возлагаются венки и читаются речи. Параллельно мероприятия проходят у мемориала лайнера «Джервис Бей» в Гамильтоне с участием морского кадетского корпуса Бермуд и в городе Сент-Джордж в ближайшее к Дню памяти павших воскресенье.

#### Северная Ирландия
Отношение к празднику в Северной Ирландии не является однозначным по причине вражды британских юнионистов и ирландских республиканцев. Первые отстаивают право проводить памятные мероприятия в Северной Ирландии (их поддерживают и некоторые умеренные ирландские националисты), вторые же считают это неуместным по двум причинам: во-первых, ирландские националисты отмечают Национальный день поминовения погибших на фронтах Первой мировой войны ирландцев в июле, а не в ноябре; во-вторых, ирландское республиканское движение считает Британскую армию виновной в совершении ряда преступлений против гражданского населения Северной Ирландии во время бушевавшего там 30-летнего конфликта. В 1987 году в Эннискиллене прогремел взрыв незадолго до наступления Поминального воскресенья. Жертвами теракта стали 11 человек, а осуществившие его боевики ИРА не только взяли на себя ответственность, но и раскаялись, заявив, что должны были атаковать солдат, шедших к мемориалу, а не гражданских лиц. Впрочем, теракт только заставил ирландских националистов и британских юнионистов чаще посещать такие мероприятия.

### Индия
Основные церемонии в Индии проходят в армейских военных городках, а также в крупных населённых пунктах (в других местах Индии праздник не отмечается). Заупокойные службы проводятся в соборе Святого Марка и церкви Святого Иоанна в Бангалоре. В Кохиме и Импхале (северо-восток Индии) индийской армией организуются памятные мероприятия на военных кладбищах с разрешения Комиссии Содружества по военным захоронениям. Также мероприятия проводятся на военном кладбище Дели. В 2013 году в Мумбаи в церкви Иоанна Крестителя на заупокойной службе присутствовали принц Чарльз и герцогиня Камилла.

### Канада

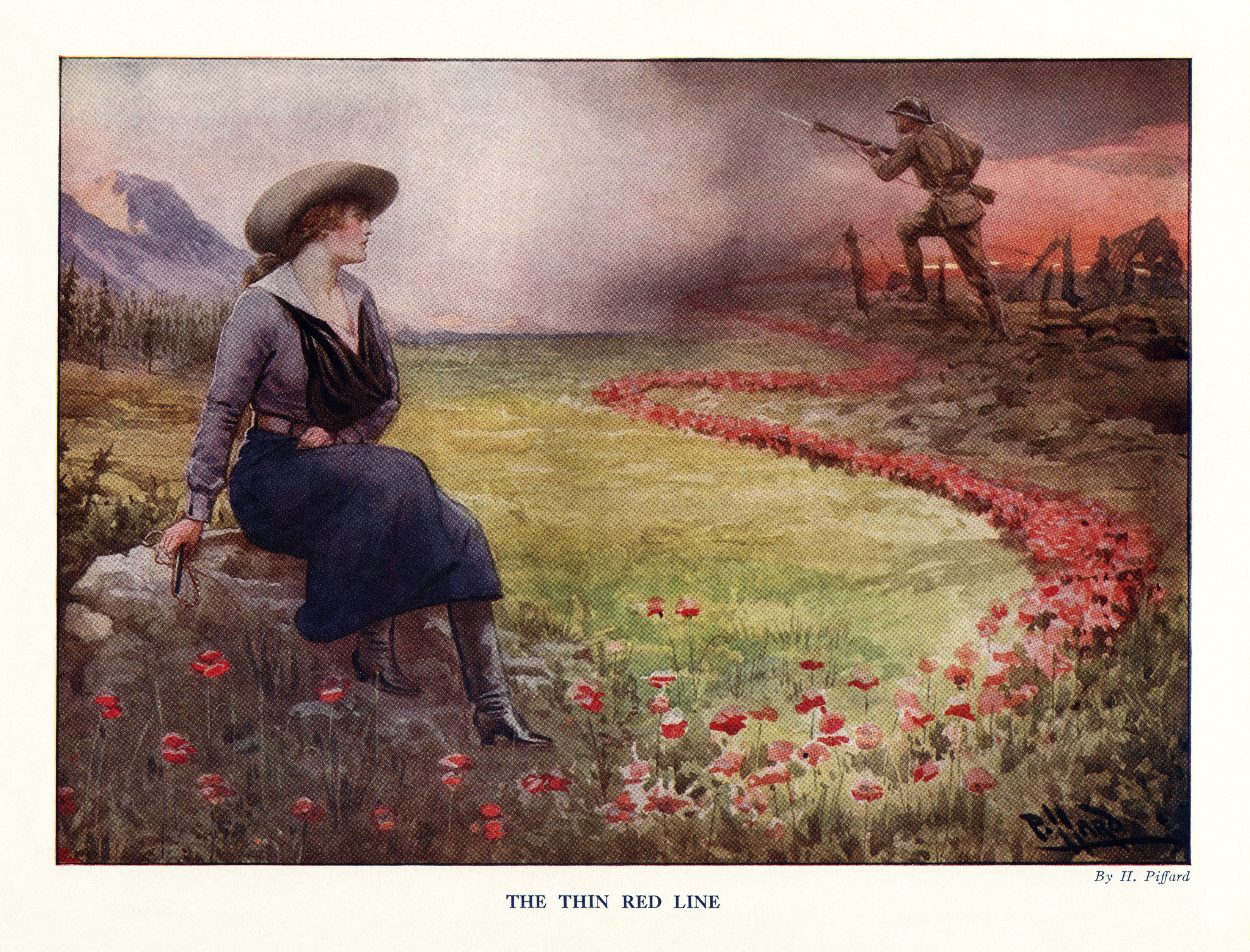
Картина «Тонкая красная линия» художника Гарольда Пиффарда, изображённая в журнале «Canada in Khaki»: красные маки являются границей между войной и миром

День памяти павших, согласно законодательству Канады, отмечается на всех трёх территориях и в шести из десяти провинций: только в Новой Шотландии, Манитобе, Онтарио и Квебеке не распространяется действие этого закона. В 1921—1930 годы Акт о Дне разоружения гласил, что в День Разоружения должен был проводиться благодарственный молебен в понедельник на той неделе, на которую выпадало 11 ноября. В 1931 году Парламент Канады принял закон, который вносил главную поправку: праздник отныне стоило называть Днём памяти павших и все памятные мероприятия проводить именно 11 ноября. Законопроект под номером C-597 с призывом сделать его федеральным праздником был рассмотрен в Палате общин Канады в Парламенте Канады 41-го созыва, но прекратил своё существование после роспуска Парламента в преддверии выборов.
Федеральный департамент по делам ветеранов Канады в рамках памятных мероприятий занимается распространением информации среди молодого поколения об участии Канады в обеих мировых войнах. Все памятные мероприятия направлены на увековечивание памяти о тех, кто построил современное мирное общество Канады:

Мирное общество, которым мы наслаждаемся, было создано усилиями и жертвами поколений канадцев, которые отдали свои жизни на линии фронта ради мира и свободы в мире. Вспоминая всё, что они сделали в годы войн, вооружённых конфликтов и мира, мы помогаем себе лучше понимать историю нашего народа и его будущее.
Оригинальный текст (англ.)The peaceful society we enjoy has been created by the efforts and sacrifices of generations of Canadians who have put their lives on the line in the cause of peace and freedom around the world. Remembering all that they have done during times of war, military conflict and peace helps us to better understand our nation's history and its future.

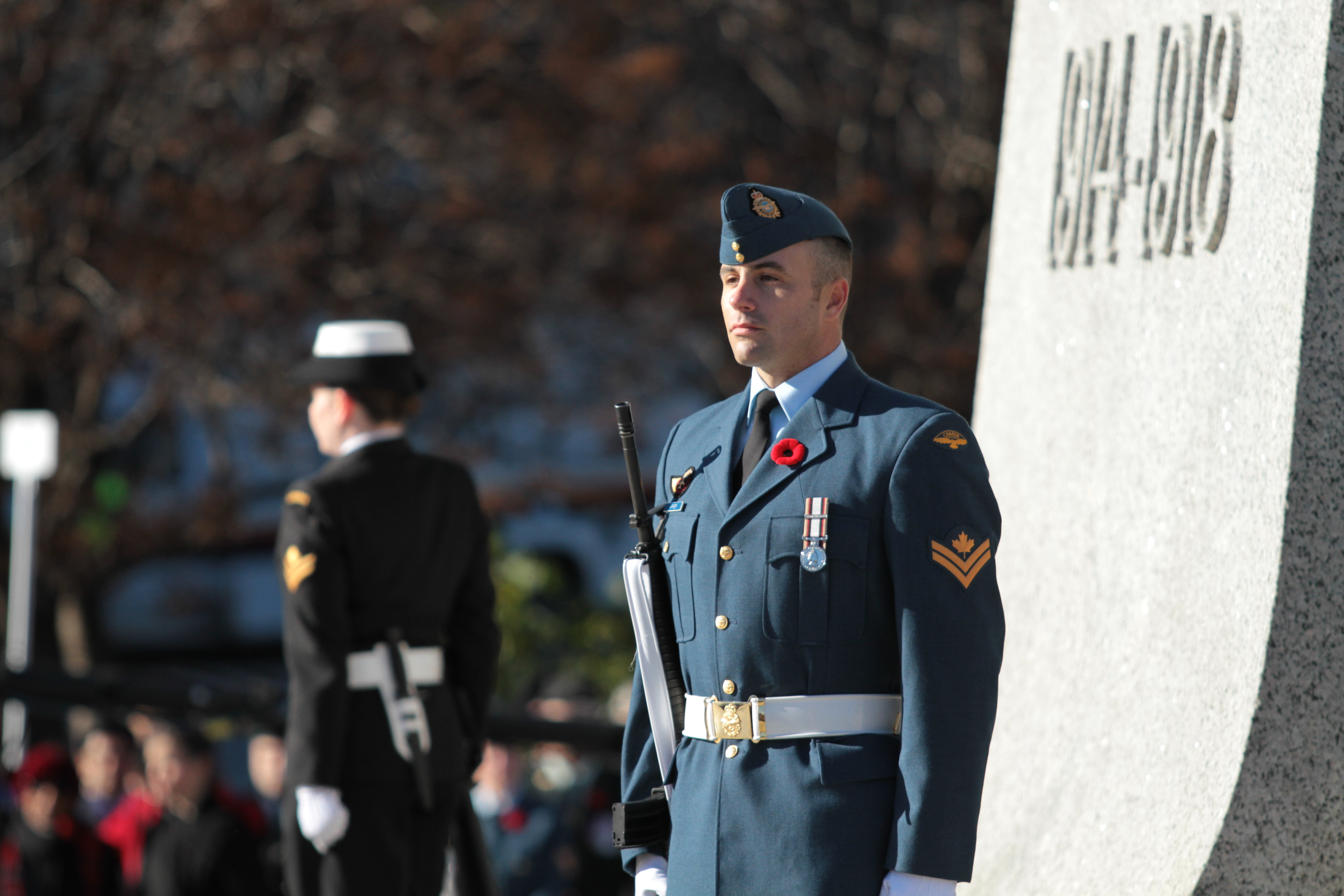
Почётный караул у Национального военного мемориала в Оттаве в 2010 году: слева военнослужащий флота Канады, справа — военнослужащий авиации Канады

Официальные мероприятия проводятся в Оттаве у Национального военного мемориала. Руководит ими Генерал-губернатор Канады. На них присутствуют Премьер-министр Канады, различные высокопоставленные чиновники, Мать Серебряного Креста и обычные граждане. Также имеет право присутствовать и член британской королевской семьи: в 2009 году на празднованиях был принц Чарльз, а в 2014 году — принцесса Анна. Перед официальным началом церемонии четыре часовых и три караульных (двое человек у флага и одна медсестра) встают у основания кенотафа. Далее начинают звонить в карильон на Башне Мира, и во время этого звонка в Парке Конфедерации собираются представители вооружённых сил Канады. Также туда прибывают дипломатические корпуса Оттавы, премьер-министры Стран Содружества, специально приглашённые гости, члены Королевского канадского легиона, британской королевской семьи и генерал-губернаторы стран Содружества. По прибытии генерал-губернатора Канады звучит рожковая композиция «Alert», а его встречает председатель Королевского канадского легиона. Оба отправляются к помосту под звуки фанфар, после чего исполняется гимн Канады.

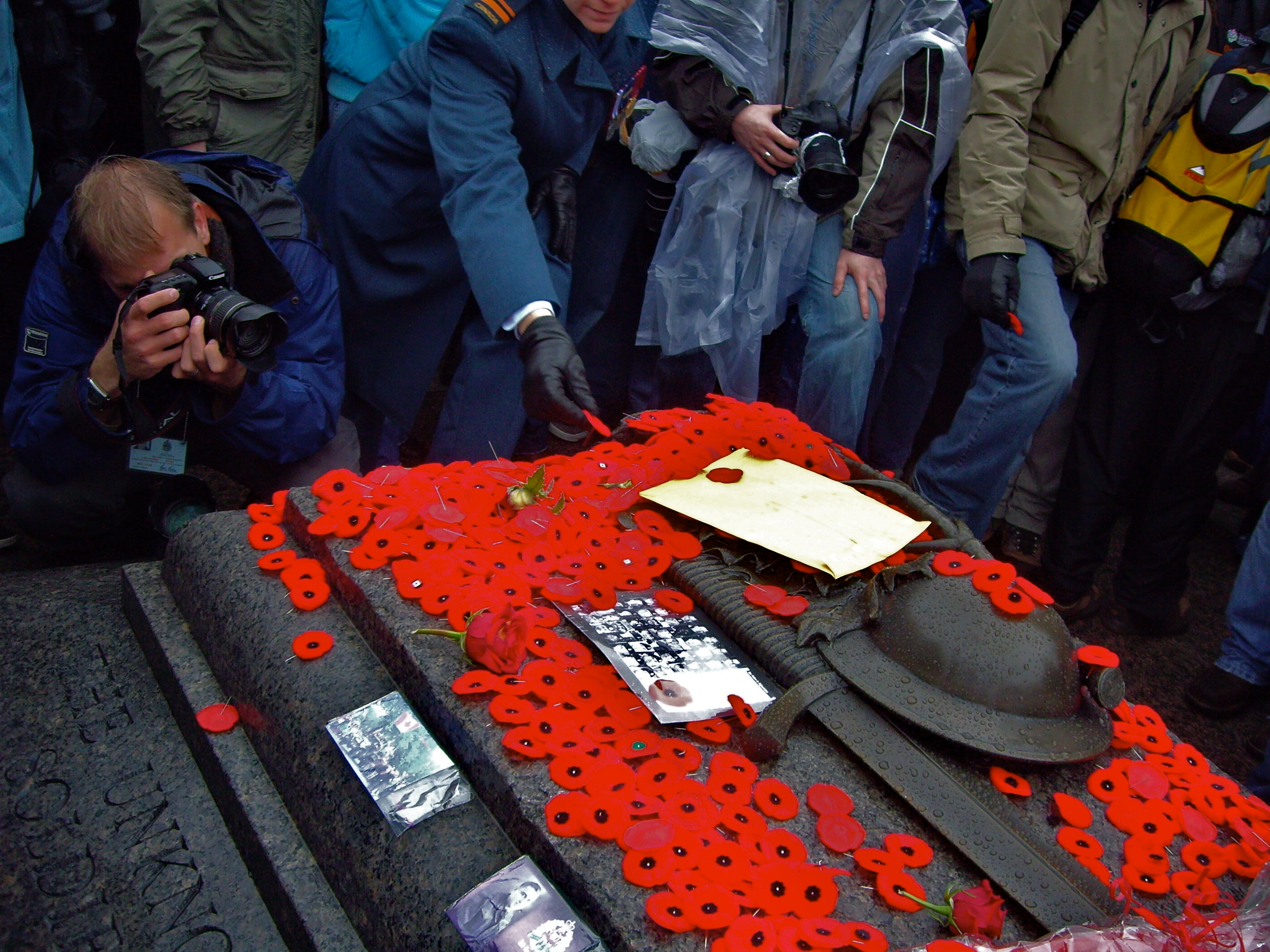
Могила неизвестного солдата (Оттава), на которую возлагаются красные маки

Незадолго до наступления 11:00 звучит «Last Post», что ознаменует начало самих памятных церемоний. В это время звучат ружейные залпы и звонят колокола на Башне Мира. Второй ружейный залп завершает двухминутное молчание и служит знаком для начала исполнения «The Rouse» и чтения «Оды поминовения» Лоуренса Биньона. Далее совершается торжественный полёт самолётов ВВС Канады вместе с салютом из 21 орудия, после чего хор исполняет «На полях Фландрии». Различные группы людей возлагают к основанию мемориала венки: один из таковых венков возлагает Мать Серебряного Креста от имени всех матерей, чьи дети служили в Канадских вооружённых силах и погибли в конфликтах при исполнении обязанностей. Представители королевской семьи восходят на помост под звуки королевского гимна (и гимна Великобритании по совместительству), после чего проходит марш ветеранов перед королевской семьёй. Этим и завершается официальная церемония. Начиная с 2000 года, когда был открыт Памятник неизвестному солдату, сразу же после окончания церемонии все гости возлагают красные маки к памятнику.
Аналогичные церемонии проходят в центрах провинций и территорий на основе распоряжений лейтенант-губернаторов. Эти церемонии могут происходить в разных городах, а также гостиницах и центрах организаций. В школах первую половину дня занимают именно посвящённые Дню памяти павших собрания, а также различные презентации и культурные события, направленные на увековечивание памяти погибших в войне. Крупнейшая церемония в Канаде в помещении проводится в Саскатуне (провинция Саскачеван) в «СаскТел Центре»: присутствуют ветераны войн, действующие военнослужащие вооружённых сил Канады и кадеты военных училищ. В 2010 году на церемонии присутствовали более 9 тысяч человек.
С 2001 года 3 сентября в Канаде проходят аналогичные церемонии: Парламентом Канады был учреждён День памяти павших матросов торгового флота. В этот день отдаются почести канадским морякам торговых и транспортных кораблей, погибших во время войн.

### Кения
В Кении праздник был учреждён в 1945 году Ассоциацией старых товарищей вооружённых сил Кении (KAFOCA), чтобы отдать дань памяти и уважения кенийцам, служившим в Британской армии во время Первой и Второй мировых войн. Праздник отмечается и на государственном уровне.

### Маврикий
Из уроженцев Маврикия, участвовавших в Первой мировой войне, выделяется ряд студентов Королевского колледжа Маврикия: они сражались на Западном фронте и домой не вернулись. В 1916 году ещё в разгар войны губернатор Хескет Белл объявил о том, что встретился с художником Дж. А.Стивенсоном, который согласился создать эскиз бронзового памятника, похожий на памятник Бернарда Патриджа, в виде французского солдата «пуалу» и британского «томми». Открытие монумента состоялось 15 апреля 1922 перед Королевским колледжем Кюрпайп. День был объявлен государственным праздником, а с этого момента на Маврикии отмечается и 11 ноября на Военном кладбище.

### Новая Зеландия
В Новой Зеландии празднества Дня памяти павших проходят в День АНЗАК, 25 апреля. «Маковым днём» же считается пятница перед 25 апреля. Причины такого расхождения уходят корнями в 1921 год, когда бумажные маки, отправленные в Новую Зеландию в честь перемирия, должны были прибыть 11 ноября на корабле, но судно пришло позже обычного. В итоге эти маки решили использовать для ближайшего праздника, которым и стал День АНЗАК. С этого момента все мероприятия Дня памяти павших в Новой Зеландии проходят именно 25 апреля.
День перемирия отмечался в Новой Зеландии между войнами и не обрёл такой популярности, как День АНЗАК. В послевоенные годы его перестали отмечать даже ветераны войн, а в церквях в этот день не проводились заупокойные службы по погибшим в войнах новозеландцам. Тем не менее, с 2004 года в День перемирия проводятся всё больше мероприятий у Могилы неизвестного солдата в Веллингтоне, а заупокойные службы назначаются на Поминальное воскресенье.

### Сент-Люсия
В Сент-Люсии День память павших не считается государственным праздником и выходным днём: все церемонии проводятся в Поминальное воскресенье. Парад проходит на площади имени Дерека Уолкотта, где находится кенотаф. В параде участвуют сотрудники королевской полиции Сент-Люсии и кадеты учебного корпуса, отдавая дань памяти погибшим местным уроженцам.

### ЮАР
День памяти павших в Южно-Африканской Республике выходным днём не является. Памятные церемонии проводятся в ближайшее воскресенье: исполняется мелодия «Last Post», обязательным является двухминутное молчание. Церемонии проводятся у Кенотафа в Кейптауне и в Претории у Памятника вортреккерам и у воинского мемориала перед домом Правительства ЮАР. В школах проводятся также памятные мероприятия: ученики чтят память южноафриканских солдат, погибших в обеих мировых войнах, а также в Южноафриканской пограничной войне. Южно-Африканский легион ветеранов войны в субботу проводит выставку, средства от посещения которой идут в помощь ныне живущим ветеранам войн.

## Памятные мероприятия в других странах

### Германия
Аналогом Дня памяти павших в Германии является Всенародный День скорби (или День народного траура), который, исходя из своего названия, праздником в широком смысле не является. Отмечается он в предпоследнее воскресенье перед Адвентом с 1952 года (или в ближайшее к 16 ноября воскресенье). Де-факто памятные мероприятия по поводу перемирия в Германии не проводятся. Поминовение погибших солдат и жертв государственного насилия в разных церквях проходит в разные дни: католики проводят поминальные службы в День всех усопших верных, а лютеране в Поминальное воскресенье.

### Гонконг

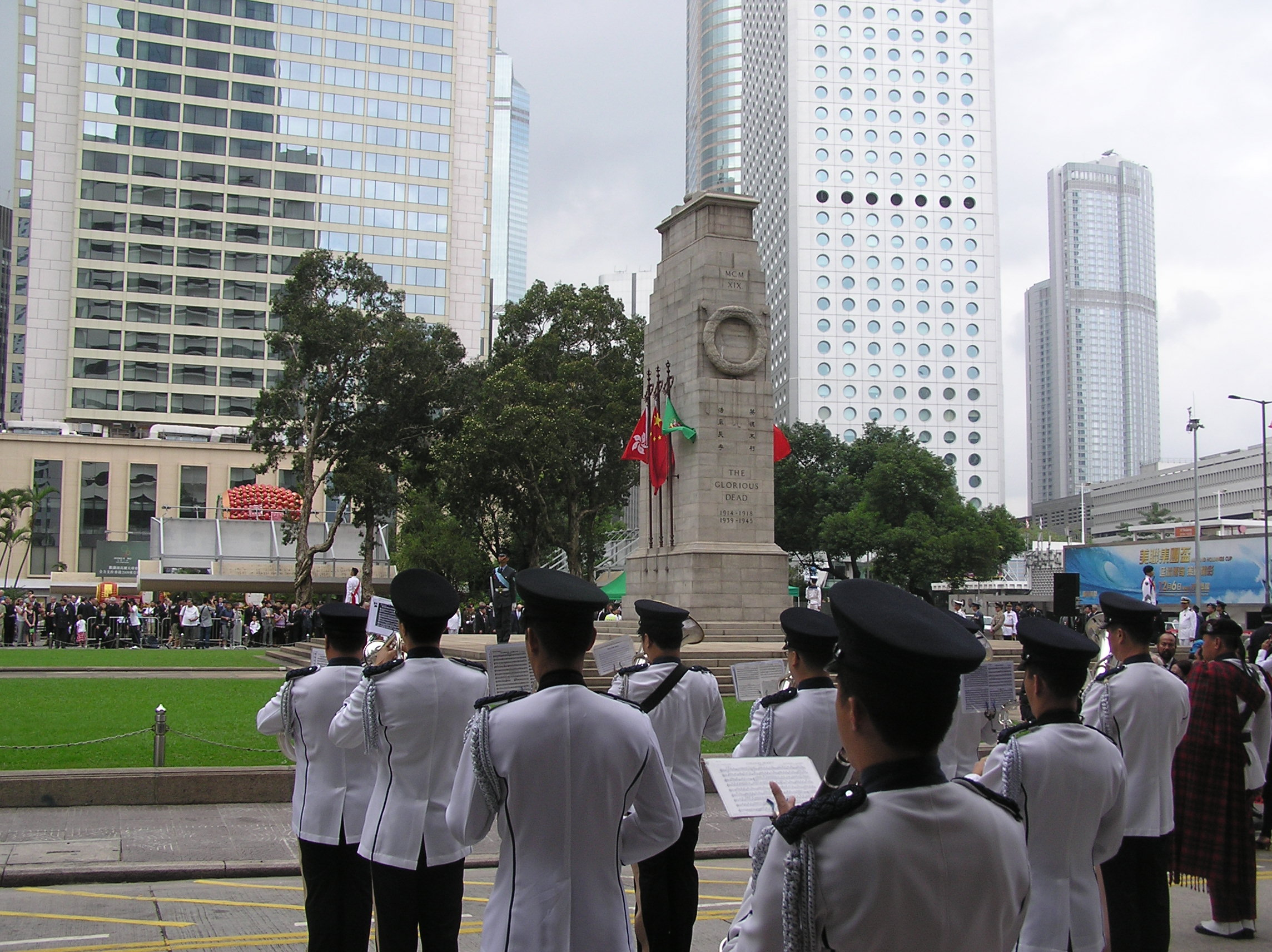
Оркестр полиции Гонконга у гонконгского кенотафа

С июля 1997 года День памяти павших не является праздником в Гонконге, а мероприятия все проводятся в Поминальное воскресенье. У Кенотафа Гонконга проводятся поминальные службы представителями множества конфессий. Так, проводят свои поминальные службы представители Англиканской церкви, Гонконгского диоцеза Римско-католической церкви, Гонконгской митрополии Константинопольской православной церкви, буддистского и даосского сообществ, а также мусульмане и сикхи.
С 1997 года Гонконг не состоит в Британском содружестве, но проводит памятные мероприятия по образцу стран Содружества: так, на церемониях исполняется «Last Post», после чего идут две минуты молчания; звучит «The Rouse», после чего возлагаются венки, произносятся молитвы и затем цитируется фрагмент из «Оды поминовения». Свою службу несёт оркестр полиции Гонконга, также присутствуют кадеты из воздушного, морского и «приключенческого» корпусов.

### Дания
Несмотря на то, что Дания заняла позицию нейтралитета в Первой мировой войне, в 2009 году датским правительством был учреждён День ветеранов, отмечаемый 5 сентября. На нём поминают погибших в вооружённых конфликтах датских солдат и отдают почести ныне живущим ветеранам боевых действий.

### Израиль
В Израиле проводятся две церемонии: первая в Иерусалиме на Британском военном кладбище в субботу перед Поминальным воскресеньем (организуется Британским советом в Иерусалиме), вторая на кладбище Рамлех в Тель-Авиве (организуется посольством Великобритании). Вторая церемония длится дольше, на ней присутствуют ветераны Второй мировой войны (в основном служившие в Британской армии). Отдельно в Израиле отмечается День памяти погибших в войнах Израиля и в терактах.

### Ирландия
Республика Ирландия проводит памятные мероприятия в июле месяце в Национальный день поминовения: почитается память мужчин и женщин Ирландии, погибших в войнах. Поминальные службы проходят в дублинском Соборе Святого Патрика в присутствии Президента Ирландии. Отношение к Дню памяти павших в Ирландии неоднозначное: британские войска участвовали в подавлении Пасхального восстания и воевали против армии Ирландской Республики в 1919—1922 годах. Очень небольшая часть ирландских граждан современной Ирландии проходила службу в Британской армии, хотя по Акту об обороне 1954 года это запрещено законом. Мероприятия в Национальный день поминовения проводятся у Национального военного мемориала садов Ирландии в Дублине, где захоронены 49400 ирландских солдат, погибших в Первой мировой войне.

### Италия
4 ноября 1918 года в Италии было заключено Перемирие Вилла-Джусти между Италией и Австро-Венгрией, и в этот день в стране отмечается «День национального единства и вооружённых сил» (итал. Giorno dell'Unità Nazionale Giornata delle Forze Armate). В этот день вспоминают всех итальянских солдат, погибших на фронтах войн. С 1977 года этот день не является выходным, а основные мероприятия проводятся в первое воскресенье ноября.

### Нидерланды
В Нидерландах ежегодно памятные мероприятия проводятся 4 мая в День поминовения. В этот день в Нидерландах вспоминают всех голландских военных и гражданских лиц, погибших в войнах с участием Нидерландов (начиная со Второй мировой войны). Главные церемонии проводятся в Вальсдорпервлакте (у Гааги), в Гребберге (у Вагенингена) и на площади Дам в Амстердаме. В 20:00 по местному времени наступают две минуты молчания. 5 мая в Нидерландах отмечается День освобождения.

### Норвегия
В Норвегии с 2011 года 8 мая отмечается День ветеранов. Норвежский парламент постановил его отмечать в тот же день, в который отмечается День Победы в Европе. Все церемонии проходят в крепости Акерсхус в присутствии норвежского монарха. На первой подобной церемонии состоялось награждение Военным крестом двух норвежских спецназовцев-участников войны в Афганистане. Церемония сопровождается салютами в честь вооружённых сил Норвегии.

### Польша
11 ноября в Польше отмечается Национальный праздник независимости: именно в 1918 году Польша обрела свою независимость. Члены правительства, представители власти и командования вооружённых сил Польши возлагают цветы к Могиле неизвестного солдата в Варшаве, в церквях проводятся поминальные службы по погибшим за независимость Польши, а в школах организуются праздничные мероприятия. Праздник был введён в 1937 году, после пришествия коммунистов к власти в 1945 году отменён и восстановлен только в 1989 году в разгар перестройки.

### Россия
Мероприятия с целью почтения памяти русских солдат, погибших в Первую мировую войну, проводятся на государственном уровне в России 1 августа, в день начала Первой мировой войны. Отдельные мероприятия 11 ноября организуются общественным организациями с участием некоторых официальных представителей региональных властей. Так, 11 ноября ежегодно в московском Храме Всех Святых во Всехвятском проводятся поминальные службы по погибшим в Первую мировую войну русским солдатам.

### США
11 ноября в США отмечается День ветеранов, который является праздником и выходным как на федеральном уровне, так и в каждом штате. Тем не менее, его традиции и обычаи схожи с майским Днём поминовения. Ранее он был известен как День разоружения, но с 1954 года, уже после окончания Корейской войны носит современное наименование как дань памяти ветеранам всех войн с участием США. В этот день проводятся памятные церемонии, салюты и парады.

### Франция и Бельгия

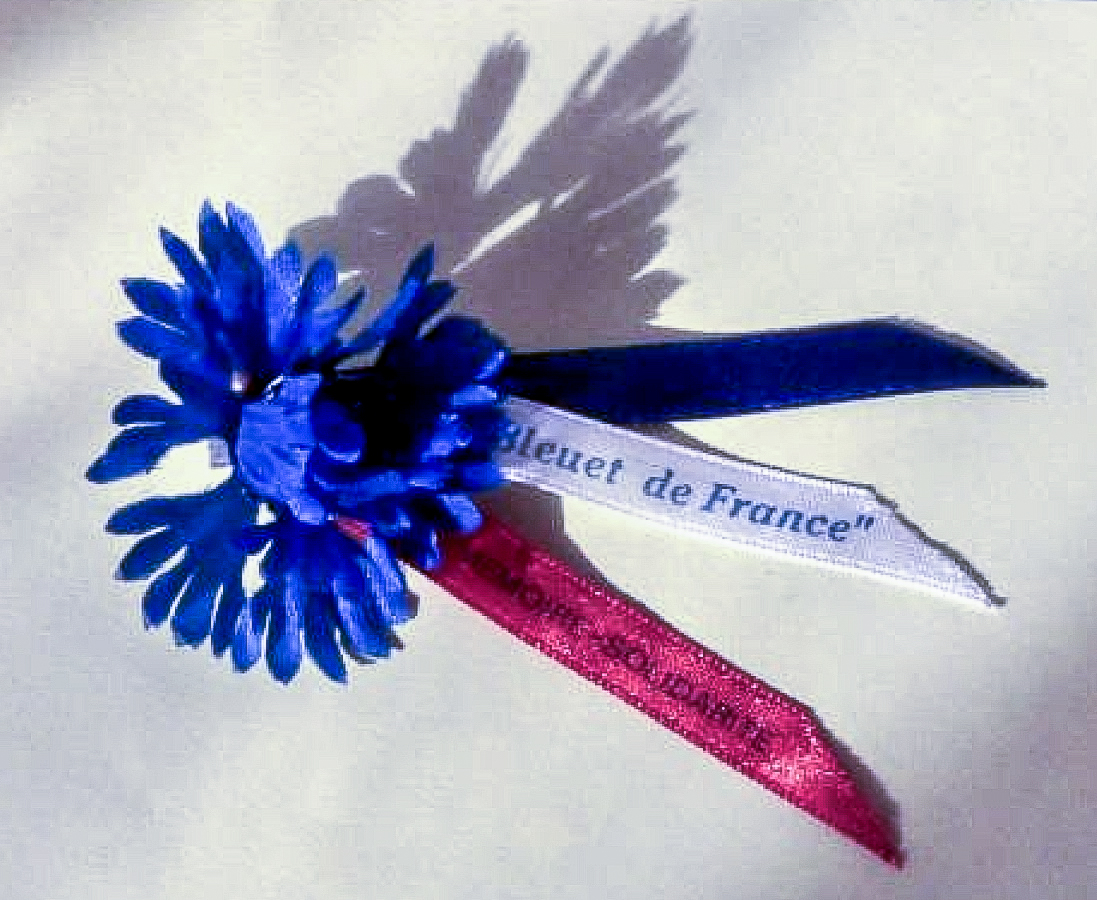
Василёк Франции, около 1950 года

11 ноября считается национальным праздником во Франции и Бельгии, который увековечивает заключённое между Германией и Антантой перемирие недалеко от местечка Компьень, вступившее в силу в 11:00 («одиннадцатый час одиннадцатого дня одиннадцатого месяца»). Во Франции этот день называется Днём разоружения или Днём перемирия и считается также днём Победы в Первой мировой войне (во Франции её называли и называют «отечественной»). Праздник был официально утверждён 24 октября 1922 года.
Памятники погибшим на войне французским солдатам есть практически в каждом французском местечке, поэтому мероприятия проходят по всей стране. Символом победы служит французский василёк (фр. Bleuet de France), который популярен гораздо больше, чем маковый цветок. Представители французских властей возлагают венки к памятникам или Вечному огню.